# Грубер, Петер
Петер Манфред Гру́бер (нем. Peter Manfred Gruber; 28 августа 1941, Клагенфурт, Австрия — 7 марта 2017) — австрийский математик, специалист по геометрической теории чисел.

## Биография
В 1959 году окончил среднюю школу в Клагенфурте. В 1959—1966 годах изучал математику и физику в Венском и Канзасском университетах. В 1966 году получил степень доктора философии в Венском университете, тема диссертации: «Исследование о произведении неоднородных линейных форм».
С 1966 по 1971 год преподавал в Венском техническом университете на должностях ассистента и доцента. С 1971 по 1976 год был заведующим кафедрой математического анализа в Университете Линца. С 1976 года — заведующий кафедрой математического анализа в Венском техническом университете.
С 1978 по 1984 год являлся президентом Австрийского математического общества. В разные годы входил в редакционные коллегии следующих математических журналов: Journal of Number Theory, Monatshefte für Mathematik, Contributions to Algebra and Geometry, Rendiconti del Seminario Matematico и Contributions to Discrete Mathematics.

## Научный вклад
В геометрической теории чисел наиболее известны результаты Грубера по проблеме Минковского о произведениях линейных форм. Ему принадлежат также значительные результаты по аппроксимации выпуклых тел, теории оптимального квантования и её приложениям к теории вероятностей и численному интегрированию.

## Работы, переведённые на русский язык
- П. М. Грубер, К. Г. Леккеркеркер Геометрия чисел, М.: Наука, 2008. ISBN 5-02-036036-8

## Избранные публикации
- P. M. Gruber Convex and Discrete Geometry, Springer, Grundlehren der mathematischen Wissenschaften, 2007. ISBN 978-3-540-71132-2
- P. M. Gruber (ed.), J. Wills (ed.) Handbook of Convex Geometry. Volume A, Amsterdam: North-Holland, 1993. ISBN 0-444-89597-3; ISBN 0-444-89598-1/2
- P. M. Gruber (ed.), J. Wills (ed.) Handbook of Convex Geometry. Volume B, Amsterdam: North-Holland, 1993. ISBN 0-444-89597-3; ISBN 0-444-89598-1/2
- P. M. Gruber Zur Geschichte der Konvexgeometrie und der Geometrie der Zahlen, в книге G. Fischer (ed.) et al. Ein Jahrhundert Mathematik — 1890—1990, Vieweg \& Sohn. Dok. Gesch. Math. 6, 421—455 (1990). (Festschrift zum 100jährigen Bestehen des DMV). ISBN 3-528-06326-2
- P. M. Gruber, P. Erdős, J. Hammer Lattice Points, Longman Scientific and Technical, Harwood, Essex, 1989. ISBN 0-582-01478-6; ISBN 0-470-21154-7
- P. M. Gruber, C. G. Lekkerkerker Geometry of Numbers, North Holland, 1987 (2d ed.; ISBN 0-444-70152-4)
- P. M. Gruber (ed.), J. Wills (ed.) Convexity and its applications, Basel: Birkhäuser, 1983